# Arantxa Elizondo Lopetegi
Arantxa Elizondo Lopetegi (San Sebastián, 26 de febrero de 1967) es profesora titular en el Departamento de Ciencia Política y de la Administración de la Universidad del País Vasco. Presidenta de la Asociación Española de Ciencia Política y de la Administración. 

## Trayectoria
Licenciada en Sociología por la Universidad de Deusto y doctora en Ciencias Políticas y Sociología por la Universidad del País Vasco (tesis (1998): Incorporación de las mujeres a los partidos políticos como sujeto y objeto de la acción política el caso de la Comunidad Autónoma del País Vasco). Desde 1991 es profesora titular en el Departamento de Ciencia Política y de la Administración de la Universidad del País Vasco. Cofundadora y codirectora del máster en Igualdad de Mujeres y Hombres de la Universidad del País Vasco de 2000 a 2009 y de 2013 en adelante. Entre 2009 y 2012 fue la Secretaria General del Instituto Vasco de la Mujer-Emakunde.
En 2017 se convirtió en la primera mujer que preside la Asociación Española de Ciencia Política y de la Administración, fundada en 1993.
Forma parte de la plataforma política de mujeres Plazandreok del País Vasco. 
En 2018 ha sido propuesta por Elkarrekin Podemos como miembro del grupo de juristas que trabajarán en la elaboración de un texto articulado sobre un nuevo estatuto político para Euskadi.

## Obras
Ha publicado diversas obras sobre comportamiento político de las mujeres y los hombres y sobre políticas públicas de igualdad. Ha dirigido numerosos proyectos de investigación financiados por diversas instituciones públicas.
Ha publicado diversas obras sobre comportamiento político de las mujeres y los hombres y sobre políticas públicas de igualdad entre las que destacan los libros Mujeres en Política (1997), La presencia de las mujeres en los partidos políticos de la Comunidad Autónoma del País Vasco (1999) y Participación social y política de las mujeres y los hombres en Euskadi (2005).
Ha dirigido numerosos proyectos de investigación financiados por diversas instituciones públicas entre los cuales destacan “Integración de la perspectiva de Género en la actividad de la Diputación Foral de Bizkaia” (2000-2001); “Diagnóstico de necesidades y elaboración del II Plan de Igualdad de Oportunidades del Ayuntamiento de Bilbao” (2001-2002); “Elaboración de un estudio-diagnóstico para el conocimiento de la feminización de la pobreza en VitoriaGasteiz” (2005). Además, es coordinadora del equipo responsable de la elaboración del estudio anual “Cifras sobre la situación de las mujeres y los hombres en Euskadi” del Instituto Vasco de la Mujer- Emakunde desde 2000.

## Premios y reconocimientos
- 1998 Premio Realidad Social Vasca de investigación por su trabajo sobre la participación de las mujeres en los partidos de Euskadi.[11][12]